# ریویچی هیروکی
ریویچی هیروکی (به ژاپنی: 廣木 隆一، Ryūichi Hiroki) (زادهٔ ۱ ژانویهٔ ۱۹۵۴) کارگردان، تدوین‌گر، و فیلم‌نامه‌نویس اهل ژاپن است.